# Too Wild Too Long
Albums de George Jones
Wine Colored Roses
(1986) Super Hits
(1987)
Too Wild Too Long est un album de l'artiste américain de musique country George Jones. Cet album est sorti en 1987 sur le label Epic Records.  Un clip vidéo a été réalisé pour le single "The Old Man No One Loves."

## Liste des pistes
| No  | Titre                    | Auteur                      | Durée |
| --- | ------------------------ | --------------------------- | ----- |
| 1.  | I'm a Survivor           | Jim McBride, Keith Stegall  |       |
| 2.  | The Real McCoy           | K. Martin, Curt Ryle        |       |
| 3.  | Too Wild Too Long        | Troy Seals, Eddie Setser    |       |
| 4.  | One Hell of a Song       | Skip Ewing, Mark Sherrill   |       |
| 5.  | The Old Man No One Loves | Asbill                      |       |
| 6.  | The Bird                 | Dennis Knutson, A. L. Owens |       |
| 7.  | I'm a Long Gone Daddy    | Hank Williams               |       |
| 8.  | New Patches              | Tommy Collins               |       |
| 9.  | Moments of Brilliance    | Ed Burt                     |       |
| 10. | The U.S.A. Today         | Ron Hellard, Johnny MacRae  |       |

## Positions dans les charts

### Album
| Chart (1987)                      | Positions |
| --------------------------------- | --------- |
| U.S. Billboard Top Country Albums | 14        |

### Singles
| Année | Single                     | Positions  | Positions   |
| Année | Single                     | US Country | CAN Country |
| ----- | -------------------------- | ---------- | ----------- |
| 1987  | "The Bird"                 | 26         | 39          |
| 1988  | "I'm a Survivor"           | 52         | —           |
| 1988  | "The Old Man No One Loves" | 63         | —           |